# Centro Cultural General San Martín

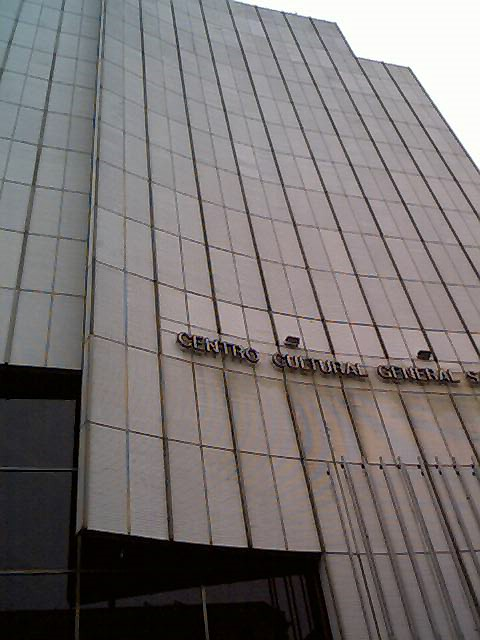
Del av ytterfasaden

Centro Cultural General San Martín är ett kultercenter i Buenos Aires, Argentina (1551 Sarmiento). Huset har tolv våningar 30000 m² och ritades av Mario Roberto Álvarez och byggdes mellan 1954 och 1960.